# Підковоподібна нирка
Підко́воподі́бна ни́рка (лат. ren arcuatus) — вроджена патологія співвідношення метанефрогенних бластем (вади взаємного розміщення нирок), а саме злиття нирок або супернирка, що зустрічається в однієї людини з 600, здебільшого у чоловіків. Дана патологія формується в ході ембріогенезу, нирки ембріона зливаються і формують утворення схоже на підкову. Підковоподібна нирка володіє всіма характерними ознаками дистопованої нирки: вона розташована нижче звичайного, судини відходять безладно, миски лежать на передній поверхні нирок, чашечки звернені до медіальної сторону, сечоводи короткі, відходять від латерального краю або середини миски і через це утворюють між собою кут, відкритий догори, а не донизу, як в нормі.

## Етіопатогенез
Зрощення нирок виникає внаслідок ненормального злиття парних метанефрогенних бластем, яке проходить на ранніх етапах диференціації. Цей процес відбувається до того, як нирки піднімуться над біфуркацією аорти - це відповідає приблизно 8 - 10 тижневі ембріонального розвитку.
Вада виникає внаслідок двох факторів: 
- ненормальне злиття метанефрогенних бластем;
- відхилення від нормального ходу ембріофетальної міграції нирок.

Вростання протоків метанефросів у метанефрогенні бластеми та індуковані ними диференціації метанефрогенної тканини в кінцеву ниркову тканину відбуваються без суттєвих відхилень, гістологічно від норми не відрізняється.
При збереженні монолатерального розміщення нирки можуть зростатись полюсами (верхнім або нижнім).

## Ознаки і симптоми

### Патологічна анатомія

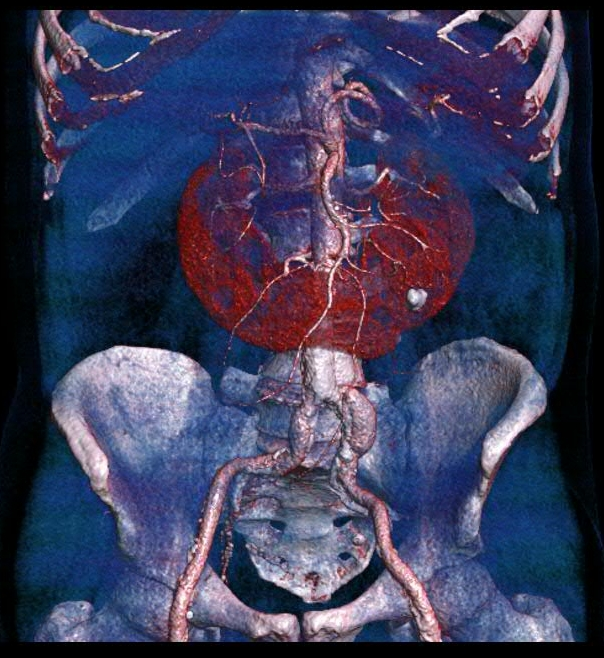
3D КТ-моделювання підковоподібної нирки.

При розвитку даної патології обидві нирки з'єднуються своїми верхніми або, що зустрічається частіше, нижніми полюсами, утворюючи перешийок. Перешийок між нижніми полюсами може бути утворений фіброзною тканиною, яка позбавлена або майже позбавлена елементів ниркової паренхіми.
Якщо зазвичай нирки знаходяться по обидва боки хребта за очеревиною, на рівні XI-XII грудних і II поперекового хребців, то підковоподібна розташовується трохи нижче. Її перешийок опускається до рівня IV і навіть V поперекового хребця. Незвично і її кровопостачання: воно здійснюється не однієї, як в нормі, а кількома артеріями. У більшості людей, які мають підковоподібну нирку, перешийок розташовується попереду аорти, нижньої порожнистої вени і нервових сплетінь. У пацієнтів з даною патологію центральна частина підковоподібної нирки може знаходитися тільки нижче нижньої брижової артерії.
Нирки можуть зростися верхніми полюсами, утворюючи підкову відкриту донизу. Половини підковоподібної нирки неоднакові за розмірами, часто мають дольчасту будову, іноді нерівномірно деформовані. Одна з половин може бути недорозвиненою. Гістологічно будова підковоподібної нирки не відрізняється від будови нормальної нирки. За будовою мисково - чашкової системи на основі розміщення мисок розрізняють три типи підковоподібної нирки:
1. Найбільш поширений - обидві миски розміщені на передній поверхні зрощених нирок.
2. Миски розміщені внутрішньонирково, але також на передній поверхні нирок.
3. Одна або обидві миски розміщені на внутрішній або навіть на задній поверхні зрощених нирок.

Незвична також будова ниркових чашок. Частіше верхня група розвинута більше, ніж нижня. Шийки верхніх чашок витягнуті і відхилені до середини. Верхні чашки своїми форнікальними зонами здебільшого звернені в латеральну зону. Нижні чашки недорозвинені, зміщені до середньої лінії і часто звернені своїми форніксами в медіальну сторону. Підковоподібна нирка відображається на будові верхніх відділів сечоводів. Навколомискові відділи сечоводів зазвичай відхилені латерально, а потім конвергують в напрямку до середньої лінії. Обидва сечоводи, як правило, вкорочені. Можливе стиснення сечоводу перешийком підковоподібної нирки з розвитком внаслідок цього гідронефрозу.

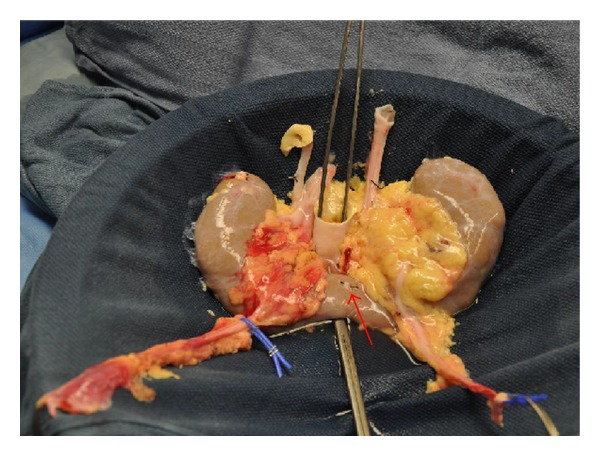
Підковоподібна нирка. Червона стрілка вказує на додаткову артерію (accessory artery), яка живить перешийок нирки.

### Симптоматика захворювання
У зв'язку зі специфікою топографії, іннервації і кровопостачання підковоподібна нирка може супроводжуватися характерним больовим симптомокомплексом: болем в області пупка, що виникає при перегині або розгинанні тулуба, в попереку, внизу живота, в епігастрії після фізичного навантаження. Здавлення перешийком нирки нервових сплетінь кореня брижі може викликати запори, спастичний біль у кишечнику, порушення кишкової перистальтики. На тлі постійного бойового синдрому може розвиватися емоційна нестійкість, неврастенія, істерія. Венозна ниркова гіпертензія, обумовлена здавленням судин підковоподібною ниркою, іноді супроводжується гематурією. При стисненні нижньої порожнистої вени розвивається венозний застій в нижній половині тіла: набряки нижніх кінцівок, варикоз вен нижніх кінцівок і малого тазу, асцит. У жінок підковоподібна нирка може викликати порушення менструального циклу і передчасні пологи. Стиснення перешийком початкового відділу сечоводу створює перешкоду для відтоку сечі з мисок, що призводить до розвитку пієлонефриту (19,4%), каменів у нирках (23,6%), гідронефроз (41,7%), артеріальної гіпертензії (15,2%). Існують відомості, що в перешийку підковоподібної нирки частіше розвивається пухлинна трансформація клітин і рак нирки. У ряді спостережень підковоподібна нирка не супроводжується ніякою симптоматикою і виявляється випадково.

## Асоційовані вади

### Хромосомні захворювання
Підковоподібна нирка часто поєднується з іншими вадами розвитку, і може бути складовою частиною багатосистемних вад розвитку, які відносяться до складу численних спадкових синдромів та хромосомних захворювань, а саме:
- При порушенні в системі аутосом - трисомія Е, трисомія G, делеція 5р, делеція 18q.
- Синдром Шерешевського - Тернера (45ХО, 45ХО/46ХХ) - поширеність підковоподібної нирки у жінок з синдромом Тернера становить близько 15%.[7]
- Синдром Патау (трисомія 13-15) - тип успадкування - домінантний, зчеплений із Х хромосомою.
- Синдром Ландольфа (синдром ТАР) - тип успадкування аутосомно - рецесивний.
- Синдром Гутіреза - тип успадкування не встановлено.

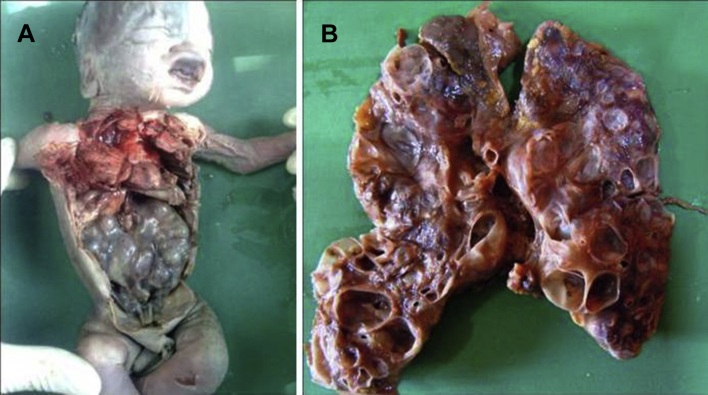
А. Фотографія плода з відкритою черевною порожниною з полікістозом підковоподібної нирки. Б. Кісти різних розмірів підковоподібної нирки.

Звертає на себе увагу те, що в описаних спадкових синдромах досить часто зустрічаються вади розвитку опорно - рухового апарату, щелепно - лицьової ділянки і аналізаторів (слухового, зорового), які повинні розцінюватись як стигми дизембріогенезу органів сечостатевої системи. Тому при виявленні вказаних вад розвитку вкрай необхідні активні, із застосуванням сучасних методів, дослідження, пошуки вад розвитку нирок і сечоводів. Оскільки тип успадкування стосовно більшості багатосистемних вад розвитку встановлено досить точно, створюється можливість активного виявлення вад розвитку нирок і сечоводів в їх доклінічній стадії серед членів родини пробанду.

### Органні захворювання
- Гідронефроз - аномальне розташування сечоводу може привести до непрохідності і дилатації нирки.
- Ниркова інфекція - пов'язана з сечовідним рефлюксом.
- Камені в нирках - незвичайна орієнтація нирок у поєднанні з повільним потоком сечі можуть призвести до утворення каменів в нирках.
- Рак підковоподібної нирки - зареєтровано близько 60 випадків.[8]
- Полікістоз підковоподібної нирки - дуже рідкісна аномалія: 1 випадок на 80000.[9]

## Лікування

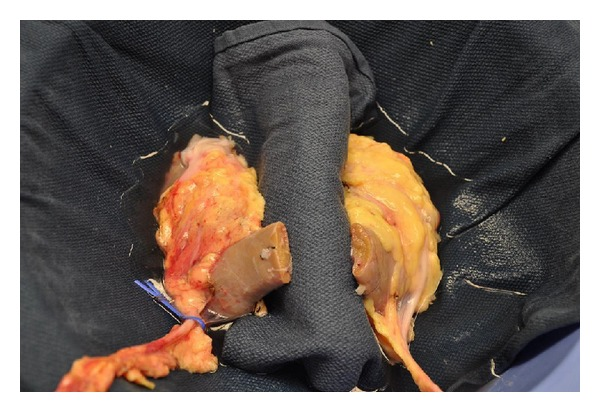
Істмотомія - операція розділення підковоподібної нирки.

При безсимптомній підковоподібній нирці оперативне втручання, направлене на створення анатомічних умов, наближених до нормальних, істмотомія в даний час доцільна. Больовий синдром при наявності підковоподібної нирки надзвичайно рідко обумовлюється тільки пересіченням хребта перешийком. Тому пересічення перешийка і розсунення зрослих полюсів латерально не приносить полегшення хворому. Істмотомія виправдана в тих випадках, коли перешийок, стиснувши аорту або порожнисту вену, є причиною венозного стазу в нижній половині тулуба і порушує кровопостачання окремих органів.
Резекція перешийка показана при гідронефрозі, рецидиві сечокам'яної хвороби і інших патологічних станів. Після того, як підковоподібна нирка розділена, відкриті паренхіми повинні бути закриті, щоб забезпечити гемостаз і запобігти сечові свищі.

## Діагностика

Осьова КТ області живота, що демонструє підковоподібну нирку.

1. Фізичні методи: при прощупуванні органів черевної порожнини у 10 - 15% осіб, що мають підковоподібну нирка, пальпується її перешийок у вигляді щільного довгастого або округлого нерухомого утвору, що розміщується в мезогастральній ділянці. Прощупування перешийка може бути чутливе.
2. Рентгенологічні методи: характерна тінь зрощених нирок іноді може бути виявленою на оглядовій урограмі. Екскреторна урографія і ретроградна пієлоуретрографія дають достатньо інформації про наявність підковоподібної нирки, особливості будови її миско - чашкової системи і сечоводів. У процесі урографічних досліджень розпізнаються захворювання підковоподібної нирки (калькульоз, гідронефроз). У дітей обов'язкова цистографія, оскільки висока ймовірність міхурово - сечоводних рефлюксів.
3. Радіоізотопні методи дослідження: часто спостерігаються накопичення ізотопа в перешийку, що допомагає відрізнити паренхіматозний перешийок від фіброзного.
4. Ангіографія: вивчення ангіоархітектоніки, що дозволяє встановити не тільки кількість артерій, але й число, локалізацію додаткових судин, дає можливість визначити товщину, особливості кровопостачання перешийка, наявність функціонуючої паренхіми, відношення перешийка до великих судин, що є важливим при оперативному втручанні.
5. УЗД: розрізняють перешийок підковоподібної нирки в тих випадках, коли в ньому слабка васкуляризація, внаслідок чого він погано диференціюється при радіоізотопних і ангіологічних дослідженнях.[3]

## Відомі приклади
- Мел Гібсон мав підковоподібну нирку.[11]
- Сем Кінісон, американський комік, також мав цю патологію.[12]
- Роберт Роуен, колишній архідиякон Ардферт.[13]

## Зовнішні джерела
- Stanford Hospital Article
- Urology Health